# الکس استپلتون
الکس استپلتون (انگلیسی: Alex Stapleton؛ کارگردان فیلم، فیلم‌ساز مستند، تهیه‌کننده تلویزیونی، و فیلم‌ساز اهل ایالات متحده آمریکا است.
اولین کارگردانی استپلتون، مستند بلند سال ۲۰۱۱ بود، جهان کورمن: بهره‌برداری از یک شورشی هالیوود، دربارهٔ زندگی و حرفه تهیه‌کننده فیلم راجر کورمن. اولین بار در جشنواره فیلم کن ۲۰۱۱، در رقابت برای دریافت جایزه دوربین طلا بود.